# 小山田健一
小山田 健一（おやまだ けんいち、1950年9月13日 - 2001年3月20日）は、山形県山形市出身のプロ野球選手（捕手）。
プロ野球選手の小山田貴雄は実子。

## 来歴・人物
日大山形高では、捕手、四番打者として左腕エース柳橋明（日本石油）とバッテリーを組み、1968年夏の甲子園に出場。2回戦（初戦）で岩国商に0-1で敗れるが、強打が注目され東映フライヤーズにドラフト6位で指名を受け入団。
種茂雅之、加藤俊夫ら捕手陣の揃った東映では一軍に定着しきれなかったが、1974年9月には打力を活かし一塁手として2試合に先発出場を果たす。1976年にヤクルトスワローズに移籍。ここでも大矢明彦という不動の正捕手がいたため出場機会に恵まれなかった。1978年限りで引退。
翌1979年からブルペン捕手に転向し、長く裏方としてチームを支えた。その後胃癌が発覚し、2000年からブルペン捕手を休職して闘病生活に入ったが、2001年に亡くなった。
2001年にヤクルトが日本シリーズで優勝した際に、池山隆寛が小山田の遺影を持ってセレモニーに臨んだことで知られる。池山は後に著書『池山隆寛のブンブンブン！ 夢、ありがとう プロ野球栄光と挫折の19年』でも小山田について「お世話になった人」として触れている。
2007年のドラフトで、息子の小山田貴雄が育成選手としてヤクルトに指名を受け入団。2年で現役を引退後、2010年から父と同じくブルペン捕手を務めている。

## 詳細情報

### 年度別打撃成績
| 年 度     | 球 団              | 試 合 | 打 席 | 打 数 | 得 点 | 安 打 | 二 塁 打 | 三 塁 打 | 本 塁 打 | 塁 打 | 打 点 | 盗 塁 | 盗 塁 死 | 犠 打 | 犠 飛 | 四 球 | 敬 遠 | 死 球 | 三 振 | 併 殺 打 | 打 率 | 出 塁 率 | 長 打 率 | O P S |
| --------- | ------------------ | ----- | ----- | ----- | ----- | ----- | -------- | -------- | -------- | ----- | ----- | ----- | -------- | ----- | ----- | ----- | ----- | ----- | ----- | -------- | ----- | -------- | -------- | ----- |
| 1970      | 東映 日拓 日本ハム | 1     | 0     | 0     | 0     | 0     | 0        | 0        | 0        | 0     | 0     | 0     | 0        | 0     | 0     | 0     | 0     | 0     | 0     | 0        | ----  | ----     | ----     | ----  |
| 1971      | 東映 日拓 日本ハム | 1     | 0     | 0     | 0     | 0     | 0        | 0        | 0        | 0     | 0     | 0     | 0        | 0     | 0     | 0     | 0     | 0     | 0     | 0        | ----  | ----     | ----     | ----  |
| 1972      | 東映 日拓 日本ハム | 1     | 0     | 0     | 0     | 0     | 0        | 0        | 0        | 0     | 0     | 0     | 0        | 0     | 0     | 0     | 0     | 0     | 0     | 0        | ----  | ----     | ----     | ----  |
| 1974      | 東映 日拓 日本ハム | 12    | 16    | 16    | 0     | 3     | 0        | 0        | 0        | 3     | 0     | 0     | 0        | 0     | 0     | 0     | 0     | 0     | 1     | 2        | .188  | .188     | .188     | .376  |
| 通算：4年 | 通算：4年          | 15    | 16    | 16    | 0     | 3     | 0        | 0        | 0        | 3     | 0     | 0     | 0        | 0     | 0     | 0     | 0     | 0     | 1     | 2        | .188  | .188     | .188     | .376  |

- 東映（東映フライヤーズ）は、1973年に日拓（日拓ホームフライヤーズ）、1974年に日本ハム（日本ハムファイターズ）に球団名を変更

### 記録
- 初出場：1970年10月6日、対阪急ブレーブス20回戦（後楽園球場）、9回表に捕手として出場
- 初打席：1974年8月23日、対南海ホークス後期5回戦（大阪球場）、9回表に鵜飼克雄の代打として出場、山内新一の前に凡退
- 初安打：1974年9月14日、対近鉄バファローズ後期9回戦（後楽園球場）
- 初先発出場：1974年9月15日、対近鉄バファローズ後期10回戦（後楽園球場）、5番・一塁で先発出場

### 年度別守備成績
| 年 度 | 捕手 | 捕手   | 捕手   | 捕手   | 捕手   |
| 年 度 | 試合 | 企図数 | 許盗塁 | 盗塁刺 | 阻止率 |
| ----- | ---- | ------ | ------ | ------ | ------ |
| 1970  | 1    | 0      | 0      | 0      | -      |
| 1971  | 1    | 1      | 1      | 0      | .000   |
| 通算  | 2    | 1      | 1      | 0      | .000   |

### 背番号
- 41 （1969年 - 1970年）
- 31 （1971年 - 1975年）
- 56 （1976年 - 1977年）
- 80 （1978年）
- 85 （1983年 - 1990年）
- 91 （1991年 - 1999年）